# Нехай, Григорий Осипович
Григорий Осипович Нехай (бел. Рыгор Восіпавіч Няхай; 1914—1991) — белорусский советский писатель, переводчик, поэт, редактор, член Союза писателей СССР с 1946 года.

## Биография
Родился 5 декабря 1914 года в деревне Селиба Российской империи, ныне Березинского района Минской области, в крестьянской семье.
В 1935 году окончил Минский педагогический техникум, преподавал белорусский язык и литературу в Колодищанской средней школе под Минском. Заочно окончил литературный факультет Минского учительского института в 1939 году и в этом же году был призван в Красную армию. 
Участник Великой Отечественной войны, воевал в боях на Южном и 1-м Украинском фронтах. В 1942-1943 годах выполнял задания Главного разведуправления Советской армии в тылу врага (Киев, Черкассы, Чернигов). Был начальником особого отдела партизанского соединения Ю. Збанацкого. Прошёл через Польшу, Германию, Чехословакию, Австрию и Венгрию, закончил войну на Эльбе. 
После демобилизации, с 1946 года, Григорий Нехай работал в газете «Літаратура і мастацтва». В 1952-1954 годах был заведующий отделом критики и публицистики журнала «Полымя», в 1956-1957 годах — редактор Государственного издательства Белорусской ССР. 
Умер 25 июля 1991 года. Похоронен в Минске на Северном кладбище. В архивных фондах СССР имеются документы, относящиеся к Григорию Нехаю. Жена — Ольга Александровна Нехай.

## Творчество
Григорий Осипович Нехай начал печататься в 1935 году в газета «Літаратура і мастацтва». 
Автор сборников стихов «На солнечных холмах» (1939), «Моё поколение» (1950), «Большой мой и тихий океан» (1954), «Разговор с осенью» (1961), «Осенние покосы» (избранное, 1973), «Слово друзьям» (1982), сборника рассказов и повестей «Грозовое эхо» (1958), «Герои не отступают» (1965), «Саров лес» (1966), «Алешка-атаман» (1967), «Туман над степью» (1971), «Путь на Эльбу» (1976), очерка «Минская область» (1968, 2-е дополненное и переработанное издание в 1974). Для детей написал книжки «Про храброго мальчика» (стихи, 1962), «Как расцветает цветок» (рассказы, 1968), «Я с тобой, гвардия» (повесть, 1983). 
В 1984 году вышли его избранные произведения в двух томах.
На белорусский язык перевёл «День отца Сойки» С. Тудора (1952), «Над Черемошем» М. Стельмаха (1955), «Памфлеты» Ю. Мельничука (1961), отдельные произведения А. Твардовского, М. Рыльского, П. Тычины, А. Малышко, Ю. Збанацкого и других российских и украинских писателей. Сделал литературную запись книг «Партизанский край» В. Ливенцева (1950), «Братья по оружию» И. Ветрова (1962), «Полесские были» И. Шубитидзе (1969).

## Награды
- Был награждён орденами Отечественной войны II степени (06.04.1985), Красной Звезды (20.03.1945), «Знак Почёта» и медалями, в том числе медалью «За отвагу» (30.04.1944), медалью «За трудовое отличие» (25.02.1955).